# Dieterich Buxtehude
Dieterich Buxtehude (provavelmente em Helsingborg, 1637 — Lübeck, 9 de maio de 1707) foi um compositor e organista teuto-dinamarquês do período barroco.
Apesar de nascido na cidade de Helsingborg, na época pertencente à Dinamarca (hoje território sueco), Buxtehude era de ascendência alemã e é considerado um dos representantes mais importantes do período barroco alemão. Seu pai, organista e mestre de escola em Bad Oldesloe, mudou-se para Hälsingburg, na Suécia, quando Buxtehude tinha um ano de idade. Seu pai, também seu único professor de música por toda a vida, depois mudou-se para Helsingor, na Dinamarca, onde morreu em 1674. Esta foi a cidade na qual Buxtehude cursou a Lateinschule.
Buxtehude assumiu a função do pai, de organista na igreja em Hälsingburg em 1658 e, em 1660, foi para Helsingor, e, posteriormente, para Lübeck, na Alemanha, onde foi nomeado Werkmeister (gerente geral) e organista da Marienkirche em 11 de abril de 1668, após concorrido concurso para um dos cargos mais cobiçados do norte do país. Casou, em agosto desse ano, com Anna Margarethe Tunder, filha de Franz Tunder, seu antecessor nesta igreja. Esse era o costume da época, no qual o sucessor do organista da igreja deveria se casar com a filha do seu antecessor. A partir daí, e nos 40 anos seguintes, Buxtehude entraria na parte mais prolífica de sua carreira, principalmente considerando que sua obra era praticamente nula até então.
Buxtehude ganhou prestígio com a retomada da tradição dos Abendmusik, que eram saraus vespertinos organizados na igreja, idealizados por seu antecessor inicialmente apenas como entretenimento para os homens de negócios da cidade, previstos para ocorrerem em cinco domingos por ano, precedendo o Natal. Mas Buxtehude ampliou grandemente o escopo destes saraus e para eles compôs algumas de suas melhores obras, em forma de cantata, das quais se preservam cerca de 120 em manuscrito, com textos retirados da Bíblia, dos corais da tradição Protestante e mesmo da poesia secular. Também dedicou-se a outros gêneros, como solos para órgão (variações corais, canzonas, toccatas, prelúdios e fugas) e os concertos sacros. Todos os oratórios se perderam, mas guardam-se os registros de que existiram.
Em diversas ocasiões, foi visitado por compositores promissores da época, como Georg Friedrich Händel e Johann Mattheson, que o procuravam principalmente quanto à sua fama de organista. De todas as visitas, a mais notável foi a de Johann Sebastian Bach, grande admirador de sua obra. Bach prorrogou a estada inicialmente planejada de quatro semanas para quatro meses.
Buxtehude, a despeito da importância para a música alemã e de sua origem também alemã (a família era de Buxtehude, uma cidade a sudoeste de Hamburgo), sempre se considerou dinamarquês.